# ستریتژ (ناحیه ییهلاوا)
ستریتژ (به چکی: Střítež) یک منطقهٔ مسکونی در جمهوری چک است که در ناحیه ییهلاوا واقع شده‌است. ستریتژ ۷٫۴۶ کیلومتر مربع مساحت و ۴۲۶ نفر جمعیت دارد و ۴۸۳ متر بالاتر از سطح دریا واقع شده‌است.